# Episodi di Baby Bob (prima stagione)
La prima stagione della serie televisiva Baby Bob è stata trasmessa in anteprima negli Stati Uniti d'America dalla CBS tra il 18 marzo 2002 e il 22 aprile 2002.
| nº | Titolo originale                       | Titolo italiano | Prima TV USA   | Prima TV Italia |
| -- | -------------------------------------- | --------------- | -------------- | --------------- |
| 1  | First Words                            |                 | 18 marzo 2002  |                 |
| 2  | Mommy & Me                             |                 | 25 marzo 2002  |                 |
| 3  | The Tell-Tale Art                      |                 | 1º aprile 2002 |                 |
| 4  | The Other Side                         |                 | 8 aprile 2002  |                 |
| 5  | House of the Rising Son                |                 | 15 aprile 2002 |                 |
| 6  | Talking Babies Say the Darndest Things |                 | 22 aprile 2002 |                 |